# XPDL
XPDL（XML Process Definition Language）是由Workflow Management Coalition（简写为：WfMC）所提出的一個標準化規格，使用XML文件讓不同的工作流程軟體能夠交換商業流程定義。
目前版本為XPDL 2.1 （页面存档备份，存于）
XPDL被设计为图形上和语义上都满足交换用的商业流程定义，是描述BPMN图的最佳文件格式。BPEL也可以描述商业流程。但是XPDL不仅包含流程执行的描述，还包括了元素的图形信息，更适于商业流程建模。